# 到洽
到洽（とう こう、477年 - 527年）は、南朝梁の官僚。字は茂沿。本貫は彭城郡武原県。宋の驃騎将軍の到彦之の曾孫にあたる。兄は到漑。

## 経歴
斉の中書郎の到坦（到仲度の子）の子として生まれた。18歳のとき、南徐州西曹行事をつとめた。機知に鋭く、才能と学識にすぐれて、若くして名を知られた。謝朓に高く評価されて、日がな談論をともにした。謝朓が吏部郎となると、到洽を推薦しようとしたが、乱世を予見して任官を謝絶した。晋安王国左常侍に任じられたが赴任せず、険しい山肌に家屋を築いて、数年のあいだ浮き世を離れた暮らしを送った。
天監元年（502年）、梁の武帝に召し出されて、太子舎人となった。華光殿で宴会が開かれたとき、到洽は到沆・蕭琛・任昉らとともに詩を詠んだが、到洽の作品が最も優れているとして、絹20匹を賜った。
天監2年（503年）、司徒主簿に転じ、宮中に宿直し、甲部書を抜き書きする仕事を命じられた。天監5年（506年）、尚書殿中郎に転じた。到洽の兄弟は相次いでこの職についたので、当時の人は栄誉とみなした。天監7年（508年）、太子中舎人に転じ、太子庶子の陸倕とともに東宮の記録をつかさどった。まもなく侍読となり、侍読省が学士2人を置くと、到洽は選ばれて学士となった。天監9年（510年）、国子博士に転じ、太学碑の碑文を撰した。天監12年（513年）、臨川郡内史として出向した。天監14年（515年）、入朝して太子家令となり、給事黄門侍郎に転じ、国子博士を兼ねた。天監16年（517年）、太子中庶子に転じた。
普通元年（520年）、太子中庶子のまま博士を兼ねた。ほどなく入朝して尚書吏部郎となったが、請託をいっさい受け付けなかった。まもなく員外散騎常侍に転じ、また博士を兼ねたが、母が死去したため職を辞して喪に服した。普通5年（524年）、再び太子中庶子となり、歩兵校尉を兼ねた。任につかないうちに給事黄門侍郎に転じ、尚書左丞を兼ねた。身分の高い人物にも法を適用したので、尚書省では賄賂がおこなわれなくなった。このころ武帝が軍事を自ら統御しようとしたため、軍事や国事の礼儀規定の多くは、到洽が案出したものが採用された。
普通6年（525年）、御史中丞に転じ、権力者に対しても遠慮をせずに糾弾し、勁直と称された。事件に連座して到洽は降格されたが、なお御史の職務にあった。普通7年（526年）、貞威将軍・雲麾長史・尋陽郡太守として出向した。
大通元年（527年）、尋陽郡で死去した。享年は51。侍中の位を追贈された。諡は理子といった。

## 子女
- 到伯淮
- 到仲挙

## 伝記資料
- 『梁書』巻27 列伝第21
- 『南史』巻25 列伝第15